# Franz Matt

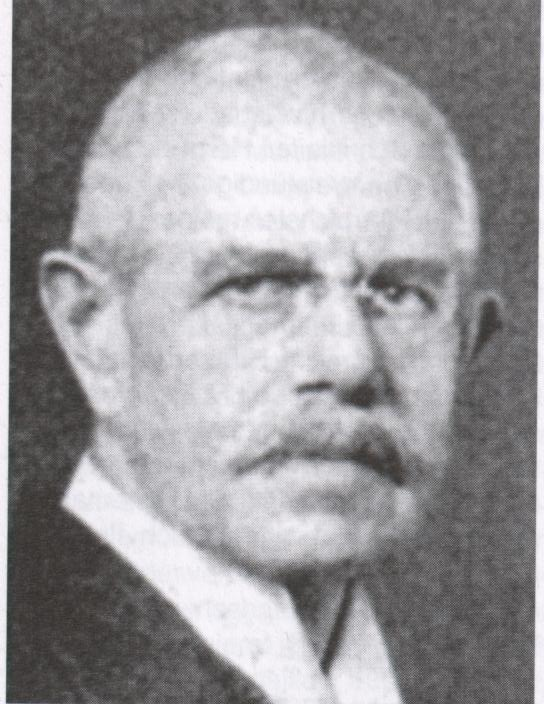
Kultusminister Franz Matt

Franz Matt (* 9. September 1860 in Offenbach an der Queich, Pfalz; † 4. August 1929 in München) war ein deutscher Jurist und Politiker (BVP). Als Bayerischer Kultusminister sowie stellvertretender Ministerpräsident hat er im nachrevolutionären Bayern von 1920 bis 1926 maßgeblich die bayerische Kulturpolitik definiert und durchgesetzt.

## Leben
Franz Matt war der Sohn des Pfälzischen Kreisschulinspektors Wendelin Matt und dessen Ehefrau Magdalena, geborene Starck. Er besuchte die Volksschule in seinem Geburtsort Offenbach an der Queich und das Gymnasium in Speyer, danach studierte er Rechtswissenschaften an der Ludwig-Maximilians-Universität München und in Leipzig. In München wurde Matt Mitglied der katholischen Studentenverbindung KDStV Aenania München im CV, später auch der KDStV Gothia Würzburg, der KDStV Markomannia Würzburg und der KDStV Burgundia Leipzig im CV. 1922 gehörte er zu denjenigen, die aus der KDStV Aenania München heraus  die KDStV Trifels München gründeten. Nach seiner Promotion im Jahre 1879 hatte Franz Matt zahlreiche Ämter im bayerischen Staatsdienst inne. 1898 ernannte man ihn zum Bezirksamtmann (Landrat) in Bogen. Im März 1908 erfolgte die Berufung ins Bayerische Kultusministerium, wo er das Referat für katholischen Kultus und Lehrerbildungsanstalten übernahm. Als Ministerialdirektor des Staatsministeriums für Kultur- und Schulangelegenheiten erlebte er schließlich den Sturz der bayerischen Monarchie. Die Zusammenarbeit mit dem neuen Kultusminister der von Kurt Eisner ausgerufenen bayerischen Republik, Johannes Hoffmann (SPD), gestaltete sich äußerst schwierig, da Franz Matt die Hoffmannschen Schulreformen ablehnte.
Matt engagierte sich daraufhin in der neu gegründeten Bayerischen Volkspartei und wurde 1920 – nach dem Rücktritt von Johannes Hoffmann als Ministerpräsident – vom neuen parteilosen Ministerpräsidenten Gustav von Kahr zum Kultusminister ernannt.
Der Pfälzer hat in der Folgezeit eine umfassende Kurskorrektur in der Schulpolitik verfolgt und reformierte das gesamte Hochschulwesen in Bayern. Er war zwar auch für die bayerische Kunstpolitik zuständig, es gingen aber keine Impulse in Kunstangelegenheiten von ihm aus. Matt schuf die Voraussetzungen für eine Neuregelung des Verhältnisses von Staat und Kirche. Das Konkordat von 1924 mit dem Heiligen Stuhl wie auch die Verträge mit den evangelischen Landeskirchen sind maßgeblich auf die zielstrebige Politik von Matt zurückzuführen. Das seinerzeit abgeschlossene Konkordat hat für Bayern – mit geringen Änderungen – bis heute Gültigkeit.
Während des Hitlerputsches vom 9. November 1923, als sich Ministerpräsident Eugen von Knilling mit zwei Ministern in den Händen der Aufständischen befand, wich Franz Matt als stellvertretender Ministerpräsident mit einem Rumpf-Kabinett vorsorglich nach Regensburg aus, um die legitime Regierungsgewalt zu sichern. Noch in München erließ er einen an die Bevölkerung gerichteten Aufruf gegen den „Preußen Ludendorff“, der laut Frankfurter Zeitung vom 5. August 1929, wesentlich zur Überwindung des Putschversuches beigetragen hat. Die von den Nationalsozialisten verbreitete Annahme, dass Matt die Nachricht vom Hitlerputsch während eines Abendessens mit Kardinal Michael von Faulhaber und dem Päpstlichen Nuntius Eugenio Pacelli, dem späteren Papst Pius XII., erreicht habe, wurde von dem Minister umgehend dementiert (Schmidt, S. 74f.).
Nach mehreren Schlaganfällen musste Matt am 11. Oktober 1926 aus Gesundheitsgründen sein Ministeramt aufgeben und zog sich aus der Politik zurück. Zum Abschied schrieb ihm Ministerpräsident Heinrich Held: „Mit vorbildlicher Treue und Hingebung und mit einer seltenen Arbeitskraft haben Sie über 38 Jahre dem Vaterland gedient und in allen Ihren Stellungen Hervorragendes geleistet.“ Selbst die sozialdemokratische „Münchener Post“ schlug zum Abschied des Ministers versöhnliche Töne an: „Wir waren stets scharfe Gegner des Kultusministers Matt. Wir scheiden aber von ihm mit der Anerkennung, daß er als Mensch ein offener und ehrlicher Charakter war.“ (Schmidt, S. 30).
Matt hat sich in der katholischen Laienbewegung engagiert und war Gründer der „Pfälzischen Gesellschaft zur Förderung der Wissenschaften“. Er wurde mit mehreren Ehrendoktorwürden und zahlreichen Auszeichnungen bedacht, deren höchste das Großkreuz des Päpstlichen St. Gregoriusordens war. Verschiedene Publikationen bezeichnen ihn als „Vater des Bayerischen Konkordats“. Franz Matt ist auf dem Nordfriedhof in München bestattet.